# سید محمدتقی مدرسی
سید محمدتقی مدرسی (زادهٔ ۱۳۲۴ در کربلا) از مراجع تقلید شیعه و ساکن در شهر کربلا است. او فرزند سید محمدکاظم مدرسی و خواهر زاده سید صادق حسینی شیرازی و سید محمد حسینی شیرازی است.

## زندگی
سید محمد تقی مدرسی در سال ۱۳۲۴ شمسی در شهر کربلا در خانواده‌ای روحانی به دنیا آمد. پدرش سید محمدکاظم مدرسی از استادان مشهور حوزه علمیه کربلا به‌شمار می‌رفت. جد او سید محمدباقر مدرسی در زمان خویش از مراجع بود. از جانب مادری نسب او به خاندان شیرازی بازمی‌گردد. مادر او فرزند میرزا مهدی شیرازی و خواهر دو مرجع تقلید سید محمد شیرازی و سید صادق شیرازی است. همچنین مراجعی مانند مجدد میرزای شیرازی صاحب فتوای تنباکو بر ضد استعمار انگلستان و میرزا محمدتقی شیرازی رهبر انقلاب ۱۹۲۰ عراق بر ضد استعمار انگلستان از این خاندان می‌باشند.
از او بیش از ۴۰۰ عنوان کتاب در مباحث مختلف منتشر شده‌است.

## هجرت‌ها
مدرسی به دلیل فعالیت‌های ضد حکومت بعث در عراق و به‌دلیل فشارهای دولت بر استادان فعال ضد حکومت مجبور به ترک عراق و مهاجرت به کویت شد. بعد از مدتی و با پیروزی انقلاب اسلامی ایران در سال ۱۳۵۷ به ایران مهاجرت نمود و فعالیت‌هایش را در ایران ادامه داد. او تنها چند روز بعد از سقوط صدام و حکومت بعث به کربلا بازگشت.

## برخی تألیفات
او کتاب‌هایی در رابطه با بحث‌های فلسفی و مقایسهٔ فلسفه یونان قدیم و فلسفه امروز غرب و فلسفه اسلامی نگاشته از جمله:
- الفکر الاسلامی مواجهة حضاریة
- المنطق الاسلامی اصوله و مناهجه، که به زبان فارسی هم ترجمه شده‌است.
- العرفان الاسلامی، که به زبان فارسی هم ترجمه شده‌است.
- مبادئ الحکمة

وی تقریباً ۴۲۶ جلد کتاب در رابطه با تاریخ اسلامی نگاشته که کتاب‌هایی در رابطه با زندگانی پیامبر اسلام و ائمهٔ شیعه از این مجموعه‌اند. همچنین کتاب‌های دیگر در موضوع‌های اسلامی دارد، از جمله آن‌ها عبارتند از:
- التشریع الاسلامی (تا کنون ۷ جلد آن چاپ شده‌است)
- الوعی الاسلامی
- الفقه الاسلامی
- التمدن الاسلامی
- العمل الاسلامی
- المنهج الاسلامی

از مهم‌ترین تألیفات مدرسی می‌توان به تفسیر کامل قرآن با نام تفسیر من هدی القرآن (تفسیر هدایت) اشاره کرد.
سایر نوشته‌های قرآنی:
- بحوث فی القرآن الکریم
- بصائر القرآن فی تحرک الاسلامی
- القرآن حکمة الحیاة
- من وحی القرآن
- مقاصد السور فی القرآن الکریم

آثار فقهی و اصولی:
- احکام الاسلام
- الوجیز فی الفقه الاسلامی
- احکام عبادات
- احکام معاملات
- المعهد التسلامی بین الاصالة والتطویر

آثار فکری:
- الفکر الاسلامی مواجهة حضاریة (عربی) و نگرشی نو بر اندیشه اسلامی (فارسی)
- الدعاء معراج الروح ومنهاج الحیاة (عربی) و دعا پرواز روح و راه زندگی (فارسی)
- التوحید یتجلّی فی الحیاة
- فی رحاب الایمان
- علی أبواب الآخرة
- تأملات فی دعاء الإفتتاح

آثار تاریخی و سیره:
- التاریخ الاسلامی، دروس وعبر (عربی) و امامان شیعه و جنبشهای مکتبی (فارسی)
- قدوة وأسوة
- مع الرسل علی الطریق الشائک